# فرودگاه نیروی هوایی سلطنتی هنلو
فرودگاه نیروی هوایی سلطنتی هنلو (به انگلیسی: RAF Henlow) یک فرودگاه نظامی است که یک باند فرود چمن دارد و طول باند آن ۱۱۷۹ متر است. این فرودگاه در کشور انگلستان قرار دارد و در ارتفاع ۴۵ متری از سطح دریا واقع شده است.